# Jason Osborne
Jason Osborne (* 20. März 1994 in Mönchengladbach) ist ein deutscher Radrennfahrer und ehemaliger Rennruderer.

## Rudersport

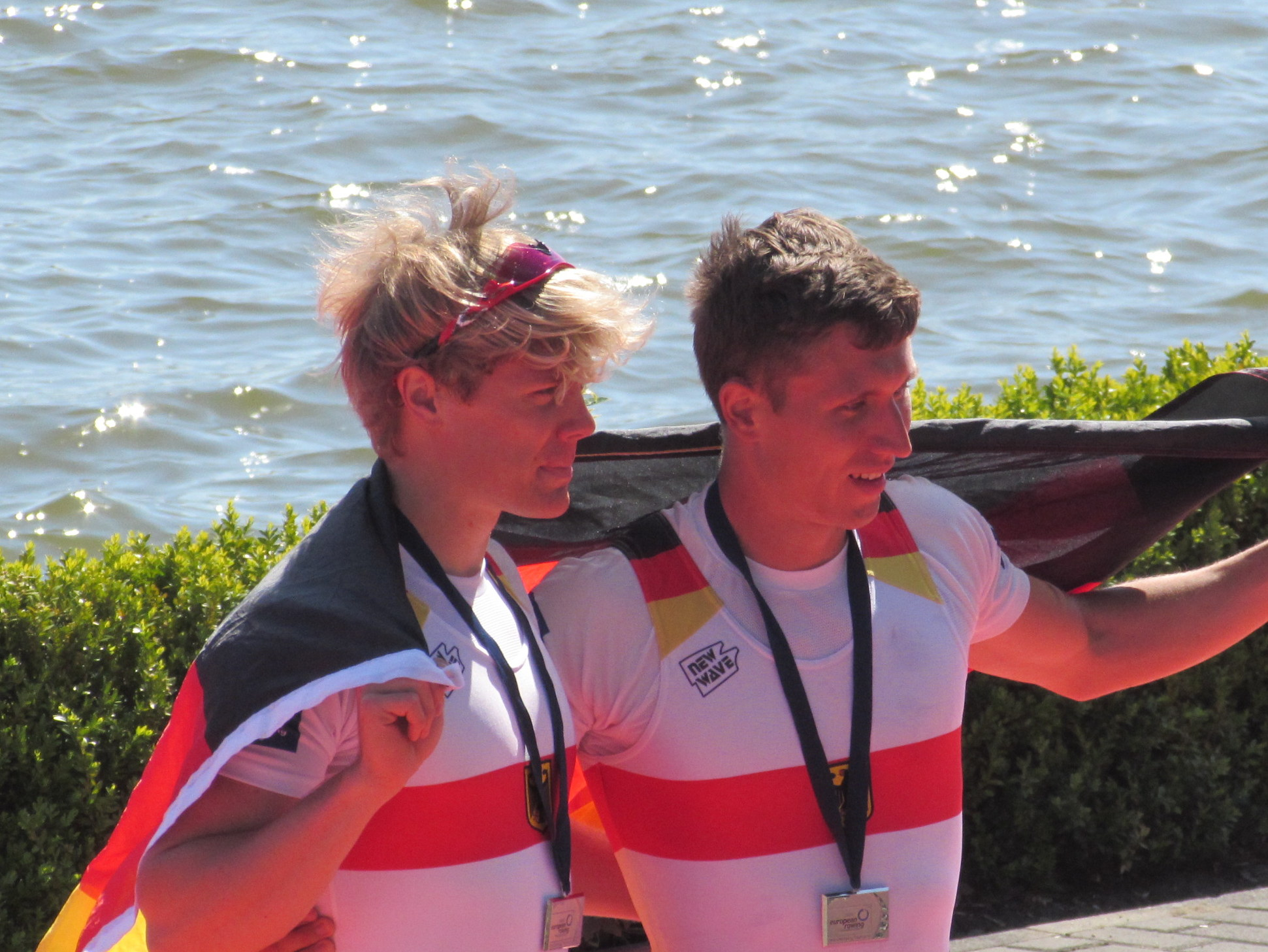
Osborne (links) mit seinem Ruderpartner Moritz Moos, 2016

Der 31 Jahre alte Osborne ist Sohn einer Deutschen und eines Briten. Er startete im Rudern für den Mainzer Ruder-Verein von 1878. Sein Trainer war die meiste Zeit Robert Sens.
2013, 2014 und 2016 wurde Osborne Deutscher Vizemeister im Leichtgewichts-Einer. 2012 und 2015 wurde er zusammen mit Moritz Moos Deutscher Meister im Leichtgewichts-Doppelzweier.
2013 gewann Osborne zusammen mit Moos den Titel im Leichtgewichts-Doppelzweier bei den U23-Weltmeisterschaften. Bei den Weltmeisterschaften 2013 ohne Altersbeschränkung erhielt der deutsche Leichtgewichts-Doppelvierer mit Osborne und Moos sowie Julius Peschel und Jonas Schützeberg die Silbermedaille. 2014 wiederholten Moos und Osborne ihren Sieg bei den U23-Weltmeisterschaften, bei den Weltmeisterschaften 2014 ruderten die beiden auf den fünften Platz. Ein Jahr später sicherten sich die beiden mit dem sechsten Platz bei den Weltmeisterschaften 2015 die direkte Qualifikation für die Olympischen Spiele 2016. In das Olympiajahr 2016 starteten Moos und Osborne mit der Silbermedaille bei den Europameisterschaften 2016 in Brandenburg an der Havel. Bei den Olympischen Spielen 2016 belegten sie den neunten Platz.
Zusammen mit Lucas Schäfer errang Osborne den fünften Platz bei den Europameisterschaften 2017. Auch bei den Weltmeisterschaften 2017 erreichten die beiden das A-Finale und kamen dort auf den sechsten Platz. 2018 trat Osborne im Leichtgewichts-Einer an. Er gewann die Weltcup-Regatten in Belgrad und Linz. Bei den Weltmeisterschaften 2018 in Plowdiw siegte er mit knapp zwei Sekunden Vorsprung vor dem Schweizer Michael Schmid. Bei den Europameisterschaften 2019 in Luzern erreichte Osborne zusammen mit Jonathan Rommelmann im Leichtgewichts-Doppelzweier die Gold sowie kurz darauf bei den Weltmeisterschaften 2019 in Linz erneut mit Rommelmann Bronze. Im Jahr darauf gewann Osborne bei den Europameisterschaften 2020 zusammen mit Rommelmann die Silbermedaille.
2019 wurde Osborne Weltmeister im Ergorudern auf einer virtuellen Distanz von 2000 Metern bei den World Rowing Indoor Championships der FISA in Long Beach.
In seinem letzten Jahr als aktiver Rennruderer gewann Osborne bei den Olympischen Spielen 2020 in Tokio, die pandemiebedingt 2021 stattfanden, zusammen mit Rommelmann die Silbermedaille im Leichtgewichts-Doppelzweier. Dafür wurden er und sein Partner am 8. November 2021 vom Bundespräsidenten mit dem Silbernen Lorbeerblatt ausgezeichnet.

## Radsport

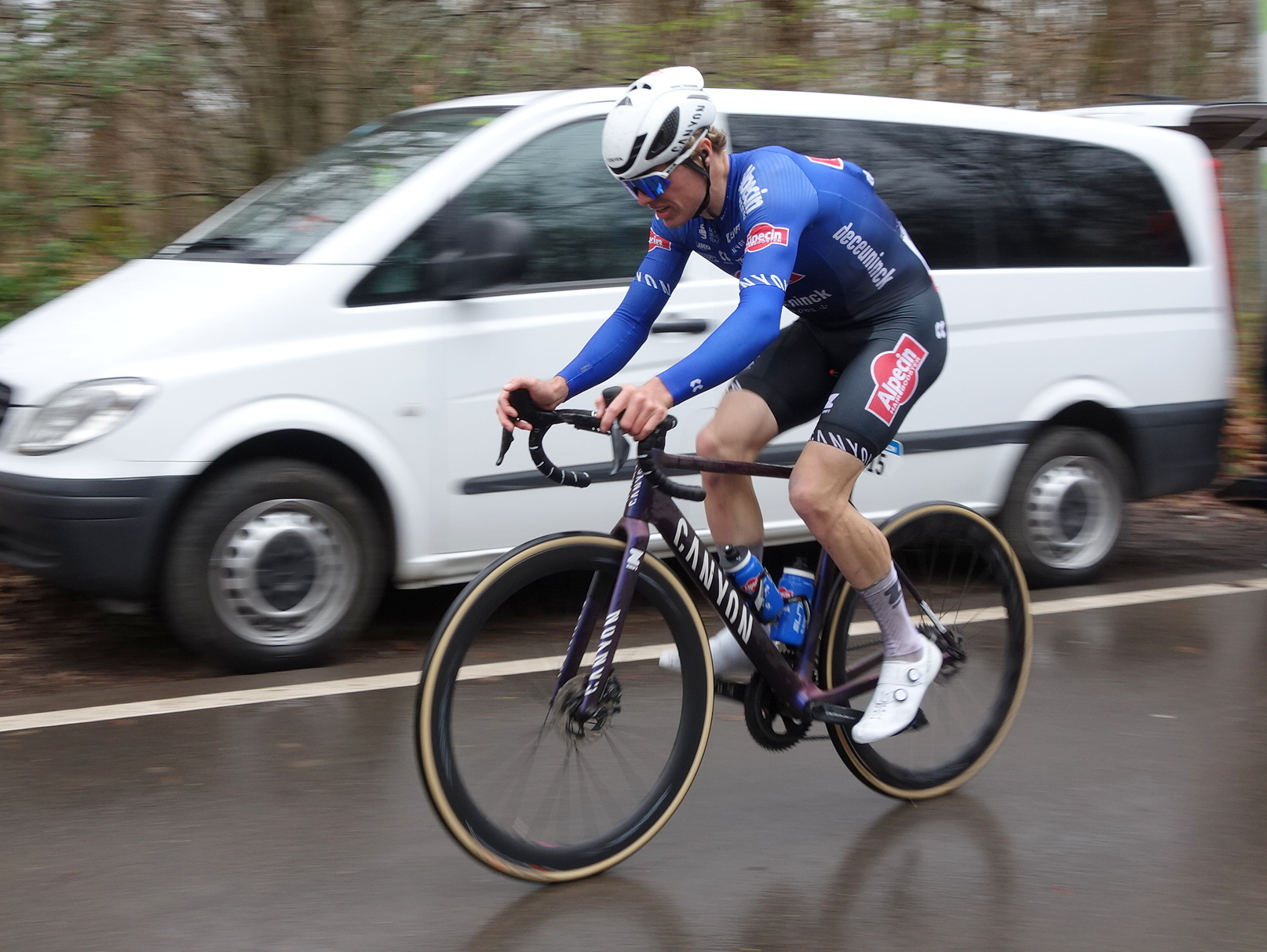
Osborne beim Eintagesrennen Lüttich–Bastogne–Lüttich, 2023

Bereits 2017 gründete die Trainingsgruppe des Mainzer Ruder-Vereins von 1878 rund um Osborne das Radteam Pro Cycling – Rowing in Mainz. 2018 startete Osborne bei den Deutschen Straßen-Radmeisterschaften im Einzelzeitfahren und belegte den achten Rang, Bei den Deutschen Straßen-Radmeisterschaften 2019 wurde er Sechster.
Im Dezember 2020 wurde Osborne erster E-Cycling-Weltmeister der UCI auf einer virtuellen Strecke von 50 Kilometern. Ab August 2021 fuhr er als Stagiaire im UCI-World-Team Deceuninck-Quickstep und beendete zeitgleich seine Aktivitäten im Rudern. Ab Juni 2022 fuhr er für das UCI-Development-Team Alpecin-Fenix. Er wurde bei den E-Cycling-Weltmeisterschaften 2022 Dritter, gewann die Tour de Liège und belegte Rang 14 in der Gesamtwertung der Tour de Langkawi, einem Etappenrennen der UCI ProSeries.
Zum Jahreswechsel 2023 wurde Osborne vom Nachwuchsteam in die WorldTour-Auswahl Alpecin-Deceuninck übernommen. Vor Beginn der Straßensaison gewann er bei den E-Cycling-Weltmeisterschaften die Silbermedaille. Er wurde Gesamtzweiter der Tour of Austria und beendete mit der Vuelta a España seine erste Grand Tour auf Platz 131.
Im September 2024 gaben Osborne und sein Team bekannt, wegen einer fortdauernden Hüftverletzung die Zusammenarbeit zu beenden. Osborne nahm dennoch an den E-Cycling-Weltmeisterschaften 2024 teil, die in Abu Dhabi ausgetragen wurden. Dort gewann er zum zweiten Mal den Titel.
Im November 2024 erklärte Osborne in einem Interview, dass er dem professionellen Straßenradsport den Rücken gekehrt habe, da er das Gefühl gehabt habe, keine Kontrolle mehr über sein Leben zu haben. Er werde eine Karriere im E-Cycling und im Gravel-Bike-Bereich verfolgen, da er hier mehr Freiheiten und Verdienstmöglichkeiten sehe.

## Wichtige Radsport-Platzierungen
| Grand Tour            | 2023 | 2024 |
| --------------------- | ---- | ---- |
| Giro d’ItaliaGiro     | –    | –    |
| Tour de FranceTour    | –    | –    |
| Vuelta a EspañaVuelta | 131  | –    |

| Monument                 | 2023 | 2024 |
| ------------------------ | ---- | ---- |
| Mailand–Sanremo          | –    | –    |
| Flandern-Rundfahrt       | –    | –    |
| Paris–Roubaix            | –    | –    |
| Lüttich–Bastogne–Lüttich | 61   | –    |
| Lombardei-Rundfahrt      | 51   |      |

## Auszeichnungen
- 2021: Silbernes Lorbeerblatt
- 2021: Rheinland-Pfälzischer Sportler des Jahres